# 月刊!元気とやま情報チャンネル
『月刊!元気とやま情報チャンネル』（げっかん げんきとやまじょうほうチャンネル）は、2010年5月1日から2015年3月28日まで富山テレビで放送されていた広報番組である。放送時間は毎月最終土曜日 15:55 - 16:50。

## 概要
前番組は『知ってナットク!元気とやま情報チャンネル』である。
前番組のオフィスでのロケによるミニドラマ仕立ての設定は無くなり、スタジオで出演者がカウンターのセットに座る一般的な情報番組スタイルとなった。

## 出演者

### 編集長
- 平山貴人（フリーアナウンサー）

### アシスタント
- 高木奈々

### リポーター
- 竹内亜由美
- 五十嵐喜子
- 伊藤恵祐
- ほか

## 主なコーナー
- とやまのお宝クイズ探しの旅
- 知ってナットク!ルックアップとやま
- いただき!Toyama
- 元気かあさん直売所
- ほか

## 関連番組
- 知ってナットク!元気とやま情報チャンネル